# Torre Rohrmoser
La Torre Rohrmoser es un condominio vertical que está ubicado en San José, Costa Rica. El edificio inició en 2015 y finalizó en el 2017 con 18 meses de construcción. Es uno de los edificios más altos del país con 71 metros de altura, 23 pisos y 107 unidades habitacionales.  La estructura, pertenece a la firma "Leumi". La empresa desarrolladora y constructora con casa matriz en Colombia construyó en Costa Rica el Hilton Garden Inn, en la Sabana, Atlantis Plaza, Rincón de la Quebrada, Condado de Baviera y Ofibodegas del Oeste.